# Take Me Home (chanson de Phil Collins)
Pour les articles homonymes, voir Take Me Home.
Singles de Phil Collins
Don't Lose My Number
(1985) Separate Lives
(1986)
Take Me Home est une chanson écrite et interprétée par le chanteur-batteur britannique Phil Collins. extraite du troisième album solo de Collins, No Jacket Required, 
Le single se classe à la 19e place au Royaume-Uni, relativement moins bien que les autres singles de l'album, comme Sussudio ou One More Night, tandis qu'il atteint la 7e place du Billboard Hot 100 aux États-Unis. Une version  « Extended Mix » de Take Me Home, sorti en maxi 45 tours est l'une des six chansons à être inclus sur la compilation 12"ers en 1987. Elle est aussi incluse sur sa compilation The Singles sortie en 2016.

## Histoire
Take Me Home est sorti en single au Royaume-Uni en juillet 1985 et aux États-Unis en mars 1986. Au départ, la chanson ne doit pas sortir en single aux États-Unis. Cependant, cela va changer lorsque les radios américaines commencent à jouer la chanson. Ils[Qui ?] décident de changer d'avis et de centraliser leur attention sur cette chanson (C'est le 4e et dernier single de l'album aux États-Unis).
On y retrouve aux chœurs Peter Gabriel, Sting ainsi que Helen Terry. Collins étant fan du film Vol au-dessus d'un nid de coucou, Take Me Home avec ses paroles et son rythme hypnotique traitent subtilement de l'asile psychiatrique.
La chanson fait un honorable parcours dans les classements qui sont à ce moment-là dominés par Invisible Touch de Genesis dont fait partie Phil Collins et Sledgehammer de Peter Gabriel, ex-membre de Genesis !

## Clip vidéo
Le vidéoclip a été tourné dans différents pays, comme l'Australie, le Japon et les États-Unis (certains sur une rivière). Le vidéo commence par Phil Collins qui quitte sa maison familiale et visite différents pays, et se termine lorsqu'il rentre à la maison, saluant sa femme (qui est sa femme de l'époque).

## Musiciens
- Phil Collins : Chant, chœurs, claviers, batterie, Roland TR-909
- Daryl Stuermer : Guitare
- Leland Sklar : Basse, Piccolo basse
- Peter Gabriel, Sting, Helen Terry (en) : Chœurs

## Classements hebdomadaires
| Classement (1985-86)           | Meilleure place |
| ------------------------------ | --------------- |
| Royaume-Uni (UK Singles Chart) | 19              |
| États-Unis (Hot 100)           | 7               |
| Canada (RPM)                   | 23              |
| Irlande (IRMA)                 | 13              |
| Australie (Kent Music Report)  | 64              |

## Reprises
Le tribute band allemand Still Collins, formé en 1995, incorpore régulièrement la chanson dans son répertoire de concert. Elle figure également sur ses albums Live - But Seriously! (2001) et The very Best of Phil Collins & Genesis Live (A tribute concert event) (2016).
La chanson est reprise par Malik Pendleton en 2001, sur l'album d'hommage à Phil Collins Urban Renewal.